# 漕河 (河北省)
漕河發源于河北省保定市易縣的五回嶺東麓，至管頭村東匯南河來水，向東南流逐漸轉向東北，於團山村東入易縣與滿城縣交界處的龍門水庫，全長110公里，流域總面積891平方公里，河床寬度：上游約300米，下游約200米左右，漕河為一山區平原混合型河道，坡度上陡下緩，龍門水庫至方上村段坡降為1/400，方上村以下漸變至1/500——1/10000神星村以上多砂礫河床，以下多沙質河床，多年平均徑流量0.86億立方米，百年一遇（龍門水庫，1963年）洪峰流量為3830 立方米/秒。